# Microeubria acuta
Microeubria acuta is een keversoort uit de familie keikevers (Psephenidae). De wetenschappelijke naam van de soort werd in 2002 gepubliceerd door Lee & Yang.